# يوهي إواساكي
يوهي إواساكي (باليابانية: 岩﨑 陽平) (مواليد 24 مارس 1987)، هو لاعب كرة قدم ياباني سابق كان يلعب كمدافع.

## وصلات خارجية
- يوهي إواساكي على موقع رابطة كرة القدم اليابانية للمحترفين (اليابانية)
- يوهي إواساكي على موقع قاعدة بيانات كرة القدم.إي يو (الإنجليزية)
- يوهي إواساكي على موقع Soccerway.com (الإنجليزية)
- يوهي إواساكي على موقع عالم كرة القدم.نت (الإنجليزية)
- يوهي إواساكي على موقع كووورة